# Beatriz at Dinner
Beatriz at Dinner (bra: Jantar com Beatriz) é um filme de drama de 2017 dirigido por Miguel Arteta e escrito por Mike White. É estrelado por Salma Hayek, John Lithgow, Connie Britton, Jay Duplass, Amy Landecker, Chloë Sevigny e David Warshofsky.
Trata-se de uma co-produção entre Estados Unidos e Canadá, que teve sua estreia mundial no Festival de Cinema de Sundance em 23 de janeiro de 2017, sendo lançado nos cinemas dos EUA em 9 de junho de 2017, pela Roadside Attractions e FilmNation Entertainment, e no Canadá em 16 de junho de 2017, pela Elevation Pictures.

## Elenco
- Salma Hayek como Beatriz
- Chloë Sevigny como Shannon
- Connie Britton como Kathy
- Jay Duplass como Alex
- John Lithgow como Doug Strutt
- Amy Landecker como Jeana
- David Warshofsky como  Grant
- John Early como Evan

## Lançamento
O filme teve sua estreia mundial no Festival de Cinema de Sundance em 23 de janeiro de 2017. Pouco depois, a Roadside Attractions, FilmNation Entertainment e Elevation Pictures adquiriram os direitos de distribuição do filme nos Estados Unidos e Canadá, respectivamente. Foi lançado nos cinemas em 9 de junho de 2017 nos EUA e em 16 de junho de 2017 no Canadá.

## Recepção
O filme tem 75% de aprovação no Rotten Tomatoes, com base em 132 críticas com uma nota média de 6,5/10. O consenso crítico do site diz: "Beatriz at Dinner oferece temas sociais oportunos, animados por performances poderosas e em camadas de Salma Hayek e John Lithgow". No Metacritic, o filme tem uma pontuação de 68 de 100, com base em 36 avaliações, indicando "críticas geralmente favoráveis".